# Feaella capensis
Espèce
Feaella capensis est une espèce de pseudoscorpions de la famille des Feaellidae.

## Distribution
Cette espèce est endémique du Cap-Occidental en Afrique du Sud,.

## Description
La femelle mesure 2,6 mm.

## Systématique et taxinomie
Feaella capensis nana a été élevée au rang d'espèce par Novák, Lorenz et Harms en 2020.

## Étymologie
Son nom d'espèce, composé de cap et du suffixe latin -ensis, « qui vit dans, qui habite », lui a été donné en référence au lieu de sa découverte, la province du Cap.

## Publication originale
- Beier, 1955 : « Pseudoscorpionidea. » South African animal life. Results of the Lund Expedition in 1950-1951, Almquist and Wiksell, Stockholm, vol. 1, p. 263-328.